# Петър Новев (зограф)
 Тази статия е за зографа.  За революционера вижте Петър Новев (революционер).  
Петър Иванов Новев Пачаров, известен и като Петре Зограф и Петре Дебранец и Петре Йоанов, е български зограф от Македония.

## Биография
Петър Новев е роден около 1825 година в големия български род Пачаровци по произход от Тресонче. Коста и синовете му Нове и Станко са търговци и строители, които се изселват в Солун след турско разбойническо нападение и започват да продават пача, откъдето идва прякорът им. Зограф е и братът на Петър Константин Новев. Петър се подписва „Новачевич“, „Йоанов“, „Йованов“ и „Дебранец“.
Петър остава да учи при Дичо Зограф в Тресонче, но не се знае точно за колко време. Петър става добър майстор и придружава Дичо Зограф на много места. Той има много добра техника, постига добър колорит и много сложно изграждане на формата. Стилът му е много близък до този на Дичо за разлика от стила на Аврам Дичов.
Работи заедно с Дичо и със сина му Аврам Дичов, негов племенник вероятно по женска линия, в църквата „Свети Петър и Павел“ в Тресонче. Негови икони има в Кавадарци, Гумендже, Енидже, Кичевския манастир и на други места из Македония.
Икона на архидякон Стефан, подписана от Петре Дебранец от Тресонче и датирана 1864 година, се пази в Музея на Старата сръбска православна църква в Сараево.
В 1866 година работи с Дичо и Аврам в „Успение Богородично“ в Гари. В Скопие има две негови икони в „Свети Спас“ - на Йоан Кръстител, подписана като „Петре Дебранец“ и датирана 1867 и на Свети Спиридон и Свети Никола, подписана „Петре от Тресанче“ и датирана също 1867. В „Света Богородица“ има друга икона на Петър Новев със Свети Мина, Йоан Кръстител, Свети Петър, Свети Трифон, Свети Георги, Свети Димитър и Света Петка, надписана „Из рук Петре от Тресонче“ и датирана също 1867.
В 1870 година Новев подписва икони в „Рождество Богородично“ във Видбол. Една от иконите му, поставена като челна дъска на амвона, е необичайна: изобразява един до друг четиримата евангелисти в цял ръст.
В 1870 година Петър Зограф изработва три от престолните икони за „Света Богородица“ в Марена. Заедно със сина си Григор изписва стенописите в „Света Богородица“ в Шешково. Негови икони има и на иконостаса в „Свети Атанасий“ в Бохула.
В 1873 година изписва църквата „Света Богородица“ във Фариш. На сцената „Христос буди апостолите от сън“ и „Молитва Христова“ в левия ъгъл оставя надпис „Изъ руки Петре Дебранецъ ѿ село Тресанче 1873.“.
В 1874 година заедно със сина си Григор Петров, когото обучава за зограф, Петър изписва църквата „Свети Спас“ в Рожден. Това става ясно от надписа, който се намира над южната врата от вътрешната страна в църквата и гласи:
| „ | Изписали я зографите Петър и син му Григор, които се издават от Деборска держава село Тресанче. | “ |

В 1875 година двамата изписват стенописите и част от иконостаса в църквата „Свети Никола“ в Крайници, Велешко.
В 1878 година Петър и Григор изписват със стенописи цялата вътрешност на църквата „Свети Димитър“ в тиквешкото село Куманичево. На иконостаса има надпис:
| „ | Сеи свети образи исписа Петре и сен его Глигор из Дебарску державу село Тресонче 1878. | “ |

В 1882 година заедно с Аврам Дичов изписва църквата „Свети Илия“ в Стенче.
В 1883 година работи с Аврам Дичов в църквите във Флорентин и Ясен, Видинско – във „Възнесение Господне“ във Флорентин на иконата на Света Богородица с Младенеца има надпис от 1883 година „изъ руки Петръ Іѡвановъ со внука му Аврама Дичовъ“, а същия надпис носят стенописите в „Успение Богородично“ в Ясен. На големите икони и в двете църкви са изписани тропари – рядко срещано решение, характерно за Дичовото творчество.
След това Петър работи с Аврам Дичов в църквата „Свети Никола“ в село Ранковци, Паланечко в 1885 година.